# Vorderberger Siedlung

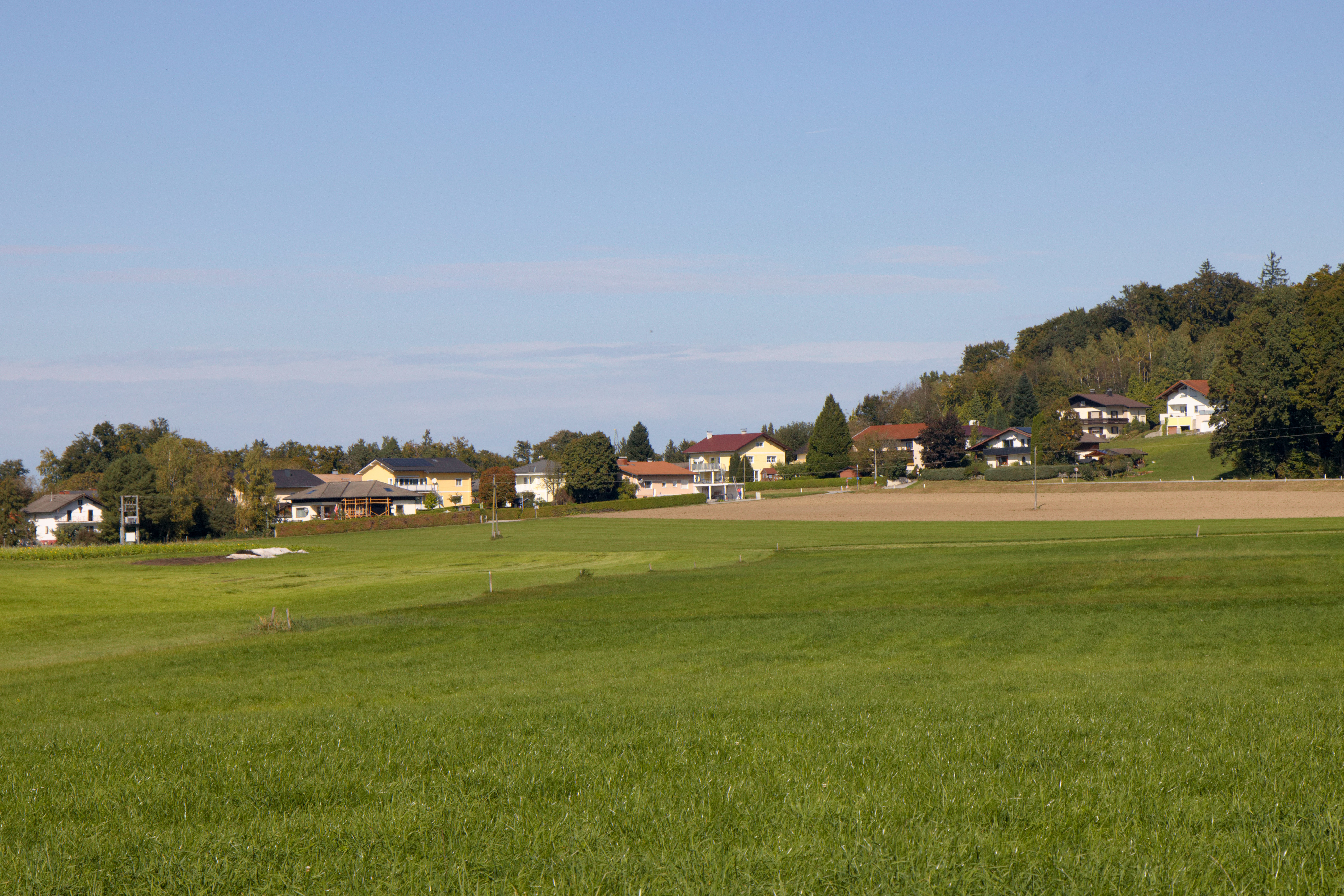
Vorderberger Siedlung – Ansicht von Osten

Vorderberger Siedlung ist eine zur Ortschaft Trimmelkam gehörende Siedlung am Hang des Vorderberges zu beiden Seiten der St. Pantaleoner Landesstraße in der Gemeinde St. Pantaleon, im Bezirk Braunau am Inn, in Oberösterreich.
Von dort führt auch eine Gemeindestraße zum Weiler Esterloh und ein Güterweg zum Weiler Schmieding in der Gemeinde Haigermoos. Ursprünglich war an dieser Stelle nur ein landwirtschaftlicher Betrieb (Vorderberger-Hof), der aber im Laufe des 20. Jahrhunderts aufgelassen wurde. Dafür führte rege Bautätigkeit zu einer starken Verbauung eines Hanges des Vorderberges.
Koordinaten: 48° 1′ N, 12° 52′ O